# Vaux-Rouillac
Vaux-Rouillac ist eine französische Gemeinde mit 295 Einwohnern (Stand 1. Januar 2022) im Département Charente in der Region Nouvelle-Aquitaine (vor 2016 Poitou-Charentes); sie gehört zum Arrondissement Cognac und zum Kanton Val de Nouère.

## Geographie
Vaux-Rouillac liegt etwa 24 Kilometer ostnordöstlich von Cognac. Umgeben wird Vaux-Rouillac von den Nachbargemeinden Rouillac im Westen und Norden, Saint-Cybardeaux im Nordosten, Échallat im Osten und Südosten, Fleurac im Süden, Foussignac im Süden und Südwesten sowie Sigogne im Westen.

## Bevölkerungsentwicklung
| 1962                       | 1968 | 1975 | 1982 | 1990 | 1999 | 2006 | 2019 |
| -------------------------- | ---- | ---- | ---- | ---- | ---- | ---- | ---- |
| 342                        | 342  | 343  | 330  | 321  | 294  | 298  | 297  |
| Quellen: Cassini und INSEE |      |      |      |      |      |      |      |

## Sehenswürdigkeiten
- Kirche Saint-Remi aus dem 19. Jahrhundert

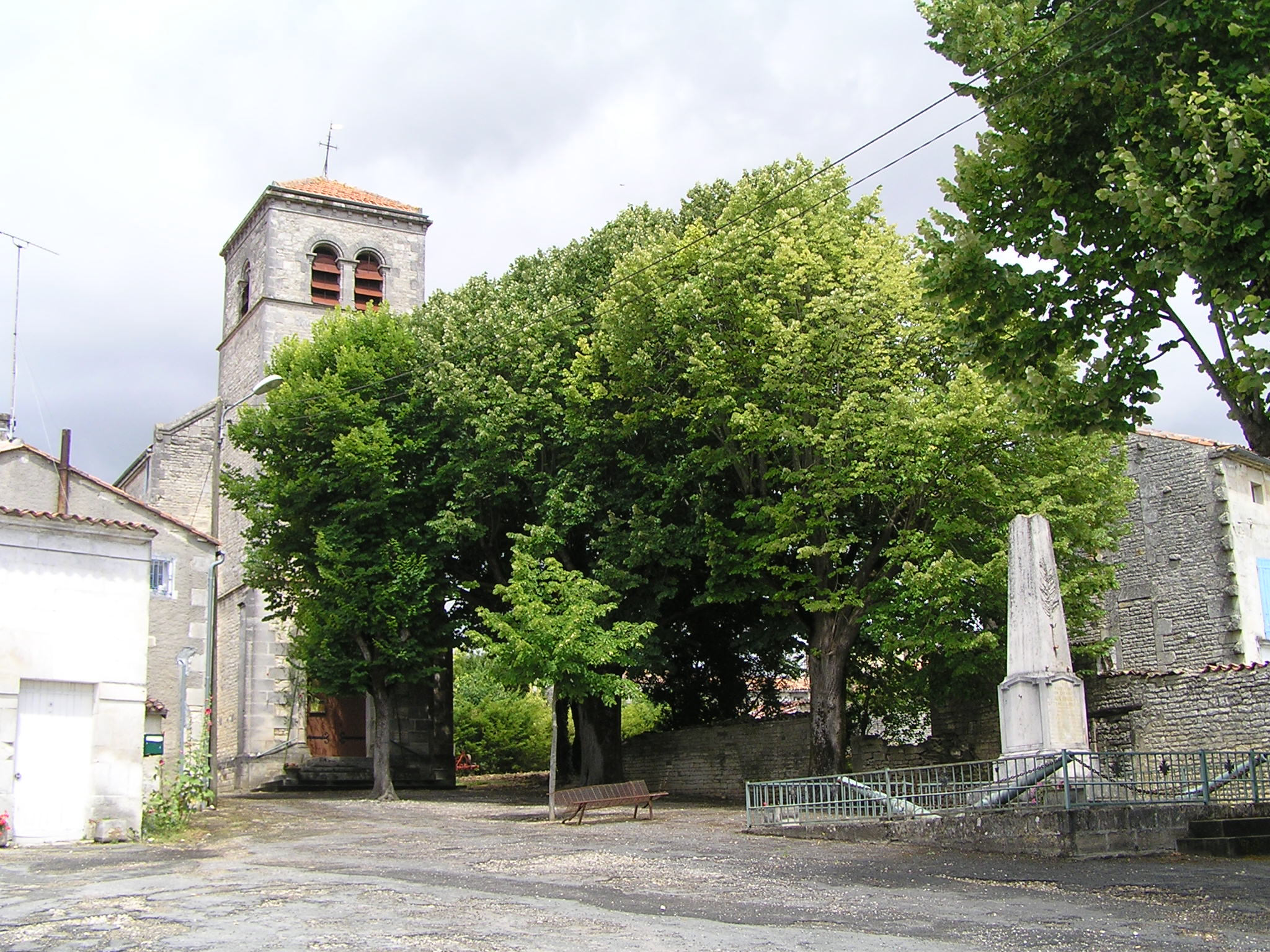
Kirche Saint-Remi

- Mühle von Vaux